# بيتر اندرسون
بيتر اندرسون (بالسويدية: Peter Andersson)‏ هو ممثل سويدي، ولد في 12 فبراير 1953 بغوتنبرغ في السويد.

## أعمال

### أفلام
- (2012)  في مصلحة الأمة[1]
- (2014) حسب ترتيب الاختفاء[2][3]
- (2016)  حروب الدم[4]

## وصلات خارجية
- بيتر اندرسون على موقع IMDb (الإنجليزية)
- بيتر اندرسون على موقع قاعدة بيانات الأفلام العربية
- بيتر اندرسون على موقع ألو سيني (الفرنسية)
- بيتر اندرسون على موقع أول موفي (الإنجليزية)
- بيتر اندرسون على موقع قاعدة بيانات الأفلام السويدية (السويدية)
- بيتر اندرسون على موقع قاعدة بيانات الفيلم (الإنجليزية)
- بيتر اندرسون على موقع كينوبويسك (الروسية)